# Simocarcinus samoaensis
Simocarcinus samoaensis is een krabbensoort uit de familie van de Epialtidae. De wetenschappelijke naam van de soort is voor het eerst geldig gepubliceerd in 1951 door Edmondson.